# Michael Tonge
Michael William Eric Tonge (Manchester, 7 aprile 1983) è un ex calciatore inglese, di ruolo centrocampista.

## Carriera

### Club
Nella stagione 2006-2007 ha giocato 27 partite di Premier League, segnando 2 reti, con la maglia dello Sheffield United.
Nella stagione 2008-2009 ha disputato invece 10 partite in massima serie con la maglia dello Stoke City.

### Nazionale
Ha giocato nelle nazionali giovanili inglesi Under-20 ed Under-21.